# ヘレン・ウィルス・ムーディ
ヘレン・ウィルス・ムーディ（Helen Wills Moody, 1905年10月6日 - 1998年1月1日）は、アメリカ合衆国カリフォルニア州フリーモント出身の女子テニス選手。同国が生んだ最大の女子テニス選手のひとりである。1920年代-1930年代にかけて活躍し、テニス4大大会で優勝31回内シングルス「19勝」（女子歴代4位）を挙げた。アメリカ人出身の女子初の国際的名声を得たアスリートと言われる。
生まれた時は「ヘレン・ニューイングトン・ウィルス」（Helen Newington Wills）という名前であったが、選手時代の1929年12月にフレデリック・ムーディと結婚したことから「ヘレン・ウィルス・ムーディ」の名で最も広く知られるようになった。（ムーディとは1937年に離婚し、1939年10月にエイダン・ロークと再婚した後は「ウィルス・ローク」姓を名乗った。）試合中に表情を全く顔に出さないことから、“Little Miss Poker Face”（リトル・ミス・ポーカー・フェース）という愛称で呼ばれた選手だった。
現在のようなミニ・スカートとは全く違う、膝下ほどの長さの白いプリーツ・スカートを履いてプレーしていた。フォアハンド・ストロークの強打を最大の武器にしたベースライン・プレーヤーである。

## 経歴
13歳からテニスを始め、1921年と1922年に全米選手権の女子ジュニア部門で2連覇した。1923年に17歳で全米選手権女子シングルス初優勝を果たし、以後2度の3連覇を含む7度の優勝を達成する。1924年のパリ五輪で単複とも金メダルを獲得し、女子ダブルスでは先輩選手のヘイゼル・ホッチキス・ワイトマン（1886年 - 1974年）とペアを組んだ。しかしその後テニス界にプロ選手が登場したため、1928年のアムステルダム五輪からテニスはオリンピック競技から除外された（1988年ソウル五輪でプロテニス選手の参加が認められ、この大会でオリンピック競技としてのテニスが復活した）。パリ五輪の単複金メダルと同じ1924年に、ウィンブルドン選手権の女子シングルス決勝に初進出を果たすが、キティ・マッケイン（1896年 - 1992年）に逆転負けして準優勝。3年後の1927年にウィンブルドン決勝でスペインのリリ・デ・アルバレス（1905年 - 1998年）を 6-2, 6-4 で破り、初優勝を果たした。それから1930年まで、同選手権に4連覇を達成。1928年には全仏選手権でも優勝して、以後3連覇を含む4勝を挙げた。
1931年（昭和6年）に来日。早稲田大学のコートで世界女王のプレーを披露し、「女子テニス」を日本に紹介した。当時最盛期を迎えていた日本テニス界に大きな刺激を与えた出来事のひとつであった。
1933年の全米選手権女子シングルス決勝で、同じ名前を持つアメリカのライバル、ヘレン・ジェイコブスとの対戦中に体調を崩し、ジェイコブスの 8-6, 3-6, 3-0 で途中棄権した。この試合を最後に全米選手権から撤退し、以後は出場大会をウィンブルドン選手権のみに絞った。2年後の1935年、ウィンブルドンで7勝目を挙げ、1914年に同選手権で7勝を挙げたドロテア・ダグラス・チェンバース（イギリス）に並んだことにより、AP通信社の「最優秀女子選手」に選出された。それから3年後の1938年にウィンブルドン選手権「8勝」の金字塔を打ち立て、チェンバースの記録を更新する。最後の決勝戦では、ジェイコブスとの「ヘレン対決」を 6-4, 6-0 のストレートで制した。この記録は1990年に「9勝」を挙げたマルチナ・ナブラチロワによって破られるまで、52年間にわたり同選手権の大会最多優勝記録であった。しかしこの頃、背筋痛を抱えており、「プロ転向に気乗りがしなかったため」この記念碑的な優勝を最後に32歳で現役を引退した。1959年に国際テニス殿堂入りを果たしている。
テニスをする傍ら、生涯を通じて絵画にも携わった。カリフォルニア大学在学中に美術の学位を取得しており、自宅近くにアトリエを構え、生涯中に何度かニューヨークの美術館で展覧会を開き、また「サタデー・イブニング・ポスト」紙の寄稿記事に挿絵も描いた。彼女にとっては、テニスと絵画が「孤独をいやすための薬」であった。1930年にメキシコの画家ディエゴ・リベラ （1886年 - 1957年）が壁画『カリフォルニアの富』の製作を委嘱された時、そのモデルのひとりに選ばれたという。また選手時代の自伝を含めて、3冊の著書も残している。
1938年にテニス史上初の年間グランドスラムを達成したドン・バッジは10歳年上のムーディを「自分のアイドルの1人」と呼び、最盛期の1930年には高名な映画監督チャーリー・チャップリンまでが「ヘレン・ウィルスのテニスは今まで見た最も美しい光景だ」と絶賛したという。半世紀後の1987年にウィンブルドン選手権で「8勝目」を挙げたマルチナ・ナブラチロワが「ムーディの記録を更新する」という目標を掲げたことから、この往年の名選手の名前が再びスポーツファンの話題にのぼることになった。
82歳に至るまでテニス・コートに立ち、終生にわたりテレビ観戦にも熱心だった。“アイス・ドール”（氷の人形）と呼ばれたクリス・エバートや、自分のウィンブルドン優勝記録を抜いたマルチナ・ナブラチロワへの賞賛を惜しまず、最晩年はピート・サンプラスの躍進を歓迎していたという。まだ存命中の1996年にシュテフィ・グラフがムーディの4大大会総計「19勝」を抜き、女子歴代2位に登り詰めた（全仏オープンで19勝に並び、ウィンブルドンで20勝目を挙げる）。ムーディの名前は「ナブラチロワの目標」として語られるようになったが、1988年のソウル五輪で復活したテニス競技の金メダリスト・グラフもしばしばムーディと比肩される名選手になった。1998年1月1日、カリフォルニア州カーメルにて92歳で逝去した。
出身校のカリフォルニア大学に1,000万ドルを遺贈し、1999年に彼女の名前を冠した「ヘレン・ウィルス神経科学研究所」が同大学内に設立された。

## 主要な優勝
- 全仏選手権　女子シングルス：4勝（1928年-1930年・1932年）／女子ダブルス：2勝（1930年・1932年）　［大会3連覇を含む］
- ウィンブルドン選手権　女子シングルス：8勝（1927年-1930年・1932年・1933年・1935年・1938年）／女子ダブルス：3勝（1924年・1927年・1930年）／混合ダブルス：1勝（1929年）　［女子シングルス8勝は、52年間大会歴代1位であった］
- 全米選手権　女子シングルス：7勝（1923年-1925年・1927年-1929年・1931年）／女子ダブルス：4勝（1922年・1924年・1925年・1928年）／混合ダブルス：2勝（1924年・1928年） ［3連覇を2度達成］
- 五輪金メダル：1924年パリ五輪　［単複とも制覇］

| 年     | 大会                 | 対戦相手             | 試合結果      |
| ------ | -------------------- | -------------------- | ------------- |
| 1923年 | 全米選手権           | モーラ・マロリー     | 6-2, 6-1      |
| 1924年 | 全米選手権           | モーラ・マロリー     | 6-1, 6-3      |
| 1925年 | 全米選手権           | キティ・マッケイン   | 3-6, 6-0, 6-2 |
| 1927年 | ウィンブルドン選手権 | リリ・デ・アルバレス | 6-2, 6-4      |
| 1927年 | 全米選手権           | ベティ・ナットール   | 6-1, 6-4      |
| 1928年 | 全仏選手権           | アイリーン・ベネット | 6-1, 6-2      |
| 1928年 | ウィンブルドン選手権 | リリ・デ・アルバレス | 6-2, 6-3      |
| 1928年 | 全米選手権           | ヘレン・ジェイコブス | 6-2, 6-1      |
| 1929年 | 全仏選手権           | シモーヌ・マチュー   | 6-3, 6-4      |
| 1929年 | ウィンブルドン選手権 | ヘレン・ジェイコブス | 6-1, 6-2      |
| 1929年 | 全米選手権           | フィービ・ワトソン   | 6-4, 6-2      |
| 1930年 | 全仏選手権           | ヘレン・ジェイコブス | 6-2, 6-1      |
| 1930年 | ウィンブルドン選手権 | エリザベス・ライアン | 6-2, 6-2      |
| 1931年 | 全米選手権           | アイリーン・ベネット | 6-4, 6-1      |
| 1932年 | 全仏選手権           | シモーヌ・マチュー   | 7-5, 6-1      |
| 1932年 | ウィンブルドン選手権 | ヘレン・ジェイコブス | 6-3, 6-1      |
| 1933年 | ウィンブルドン選手権 | ドロシー・ラウンド   | 6-4, 6-8, 6-3 |
| 1935年 | ウィンブルドン選手権 | ヘレン・ジェイコブス | 6-3, 3-6, 7-5 |
| 1938年 | ウィンブルドン選手権 | ヘレン・ジェイコブス | 6-4, 6-0      |

## 4大大会シングルス成績
略語の説明
| W | F | SF | QF | #R | RR | Q# | LQ | A | Z# | PO | G | S | B | NMS | P | NH |

W=優勝, F=準優勝, SF=ベスト4, QF=ベスト8, #R=#回戦敗退, RR=ラウンドロビン敗退, Q#=予選#回戦敗退, LQ=予選敗退, A=大会不参加, Z#=デビスカップ/BJKカップ地域ゾーン, PO=デビスカップ/BJKカッププレーオフ, G=オリンピック金メダル, S=オリンピック銀メダル, B=オリンピック銅メダル, NMS=マスターズシリーズから降格, P=開催延期, NH=開催なし.
| 大会           | 1922 | 1923 | 1924 | 1925 | 1926 | 1927 | 1928 | 1929 | 1930 | 1931 | 1932 | 1933 | 1934 | 1935 | 1936 | 1937 | 1938 | SR     | 通算 |
| -------------- | ---- | ---- | ---- | ---- | ---- | ---- | ---- | ---- | ---- | ---- | ---- | ---- | ---- | ---- | ---- | ---- | ---- | ------ | ---- |
| 全豪選手権     | A    | A    | A    | A    | A    | A    | A    | A    | A    | A    | A    | A    | A    | A    | A    | A    | A    | 0 / 0  | 0–0  |
| 全仏選手権     | A    | A    | NH   | A    | 2R   | A    | W    | W    | W    | A    | W    | A    | A    | A    | A    | A    | A    | 4 / 5  | 20–1 |
| ウィンブルドン | A    | A    | F    | A    | 1R   | W    | W    | W    | W    | A    | W    | W    | A    | W    | A    | A    | W    | 8 / 10 | 63–2 |
| 全米選手権     | F    | W    | W    | W    | A    | W    | W    | W    | A    | W    | A    | F    | A    | A    | A    | A    | A    | 7 / 9  | 50–2 |